# Cafe De Anatolia
Cafe De Anatolia je produkcijska kuća i agencija za umetnike koja se bavi kreiranjem etno, dip haus, chill out i orijentalne muzike. Osnivači produkcijske kuće su Billy Esteban i njegova deca Monika Ilieva i Nikola Iliev (Nickarth / Rialians On Earth).

## Istorija

### Počeci i osnivanje (2009—2018)
Produkcijsku kuću su maja 2017. godine osnovali makedonski producent Zoran Iliev, njegov sin Nikola Iliev (Nickarth) i njegova ćerka Monika Ilieva.
Kao koncept, Cafe De Anatolia postoji još od 2009. godine i projekat je funkcionisao kroz Jutjub kanal pre nego da se zvanično osnuje kompanija. Shodno tome, neki časopisi i organizacije je smatraju osnivačem novih žanrova kao što su Organic House, Oriental Deep House, Ethno House, koji su na inicijativu produkcijske kuće dodati kao zasebne kategorije na svetskim prodavnicama poput Beatport, Spotify i Apple Music.

### Produkcijska kuća danas
Zahvaljujući drugačijoj vrsti muzike koju produkcijska kuća stvara, umetnici pod njenim okriljem nastupali su širom sveta, uključujući Emirate, Katar, SAD, Tunis, Maroko, Saudijsku Arabiju, Grčku, Italiju, Austriju, Rumuniju, Rusiju, Srbiju, Makedoniju, Holandiju, Tursku, Francusku i druge države.
Do danas Cafe De Anatolia je postigla veliki uspeh, objavila preko 6.000 muzičkih kompozicija i raspolaže najvećim ekskluzivnim licenciranim muzičkim katalogom u okviru žanra Organic House na svetskom nivou, sa više od 4.000 muzičara pod njenim menadžmentom. Sarađuje sa brojnim muzičarima, među kojima su Billy Esteban, Rialians On Earth, Jelena Tomašević, Valeron, DJ Professor, DJ Brahms, DJ Manuel Defil, Nikko Sunset, Vudu Brada, Tebra, Mario Dreamers Inc, Stan Kolev, Karolina Gočeva, Andre Rizo, Jugurtha, Bacchus, ETNOSFERA (Dzambo Agusev), Belonoga, Mahmut Orhan, Armen Miran, Zuma Dionys, Nora Project, Ali Baba i drugi.
Cafe De Anatolia je vremenom prerasla u međunarodno priznati muzički kolektiv koji promoviše i bavi se stvaranjem chillout, organic house, lounge, progressive house, deephouse и elektronske muzike. Ima više od 20 miliona pretplatnika na društvenim mrežama na Cafe De Anatolia, Desert Rose, Melodic, AODION, CDA Records, Camel i drugim podbrendovima i globalan doseg od preko 4 milijardi pregleda.
Cafe De Anatolia redovno gostuje na međunarodnim festivalima etno i dip haus muzike, pa su tako, između ostalog, nastupali zajedno sa Goranom Bregovićem i Emirom Kusturicom na festivalu EtoEtno juna 2019 na Petropavlovskoj tvrđavi u Sankt Peterburgu, a takođe i na Beach Party by Radisson Blu na ostrvu Džerba u Tunisu, zajedno sa Sahale, Black Coffee, Stefano Noferini-jem i drugima.
Proglašena je za najbolju muzičku izdavačku kuću u okviru žanra Organic House za 2022/23. godinu. Njeni osnivači, Monika i Nikola, članovi su Forbes Business Council, organizacije za najuspešnije mlade preduzetnike i biznis lidere u svetu, za 2022/23. i 2024. godinu.
Cafe De Anatolia svakodnevno sarađuje sa globalnim brendovima kao što su: Forbs, Đorđo Armani, Radisson Blu Hotels, Four Seasons, GoTurkiye, Halk Bank, W Hotels, Buddha Bar. Pored toga, Cafe De Anatolia je prvi makedonski brend koji je bio promovisan u Njujorku, na Tajms skveru.

## Podbrendovi
Danas pod okriljem Cafe De Anatolia kuće postoji nekoliko podbrendova i produkcijskih kuća:
- — potprodukcijska kuća koja izdaje i promoviše organic house/afro house muziku[14]
- — produkcijska i izdavačka kuća u oblasti tech-house, synth-pop, elektronske muzike, indi-alternative, indi-pop i drugih žanrova[15]
- , ,[16] , , [17] — Jutjub promotivni kanali i potprodukcijske kuće koje objavljuju i promovišu muziku iz različitih žanrova
- — marketing agencija[18]
- — medijska i novinska kompanija[19] i Jutjub kanal koji se fokusiraju na objavljivanje sadržaja iz oblasti elektronske muzike.[20] Postoji i divizija u sklopu CDA Mag, CDAMag100, u okviru koje se na godišnjem nivou biraju najbolji umetnici/muzičke ličnosti u okviru organic house žanra.[21]

## Galerija
- Osnivači Cafe De Anatolia na Bahrain National Radio
- Billy Esteban i Rialians On Earth u Dubaiju
- Billy Esteban u W Doha, Katar
- Nickarth u W Hotels Doha, Katar
- Nikola Iliev na Forbes Under 30 samitu 2023. godine
- Monika Ilieva na Forbes Under 30 samitu 2023. godine
- Monika Ilieva i Hilari Klinton
- Monika Ilieva i Mej Mask

## Albumi
- Billy Esteban — Passion (2017)
- Oriental touch (2017)
- Billy Esteban — Eastern road (2017)
- The silk road (2017)
- Ethno (2017)
- Mediteranneo (2017)
- Caravan (2018)
- Best of Cafe De Anatolia (2018)
- Nikola Iliev — Deep focus (2018)
- Nickarth — Next generation XX (2018)
- Dejan Vizant — Above the clouds (2018)
- Oriental touch (2018)
- Oriental trip (2018)
- Ethno 2 (2018)
- Elias Fassos & RisK — Anatolia & Managel (2018)
- Balkan Bar (2018)
- Dune (2018)
- Billy Esteban — Namaste (2018)
- Alexandr Mar — Believe (2018)
- Beautiful day — Dejan Vizant (2018)
- Stanisha — Amman (2018)
- DJ Professor — The lonely shepherd (2018)
- Elinari (2018)
- Ferhat Sonsoz — Feraslal's desert (2018)
- Caravan 2 (2018)
- Onur Camur — Beggar's prayer (2018)
- Michel le Fleur — Bollyturk (2018)
- Nickarth — Faith (2018)
- ThroDef — Alium (2018)
- Mediteranneo 2 (2018)
- Il Santo — From Naples to Bombay (2018)
- Nickarth — Fly back home (2018)
- Billy Esteban — Nirvana (2018)
- Billy Esteban — Alchemy (2018)
- Wav-E — Return of a legend (2018)
- Stephane Salerno — Kalahari (2019)
- Best of Cafe De Anatolia 2 (2019)
- SINAN — Moments (2019)
- Propeh collection (2019)
- World without end (2019)
- DJ Professor — Ancestral (2019)
- Elias Fassos & RisK — Sunset in Ayia Napa (2019)
- Arabian nights (2019)
- One release — Cirque Desaccorde (2019)
- Ribas Abbas — Kavir (2019)
- Arona — The prelude (2019)
- Moon's voyager — Misery (2019)
- Kamanga — Kamanga (2019)
- Stepane Salerno — Butterfly (2019)
- The silk road 2 (2019)
- Dance of Sahara (2019)
- Aman (2019)
- Jack Essek & Stephane Salerno — Nizami (2019)
- Majed Salih — Orient magic (2019)
- Jose Solano — Oriente (2019)
- Wassim Younes — The waking life (2019)
- Bachus — Zajdi zajdi (2019)
- Hazan (2019)
- Ethnosphere (2019)
- DJ Professor — Ancient journey (2019)
- Etnosfera (2019)
- Clive Vaz — Oasis (2019)
- Nasser Shibani — Memory (2019)
- Clive Vaz — Fractals (2019)
- Stanisha — Emina (2019)
- Ethno (2019)
- Clive Vaz — Ocean of happiness (2019)
- Clive Vaz — Cranberry sky (2019)
- Ben Beckman — Persia (2019)
- Solace — Pharisee's prayer (2019)
- Oriental touch 3 (2019)
- Ala Chokri — Abeba (2019)
- DJ Brahms & Ankoku Project — The dream (2019)
- DJ Professor — Aura (2019)
- Stefan Alexander Thomas — Hypno path (2019)
- Bazaar (2019)
- Oriental trip vol. 2 (2019)
- Alexanr Mar — Courageous (2019)
- Ali Baba — Nomad's dream (2019)
- Sangeet — Calling out for more (2019)
- Sander Constanzi — Fede (2019)
- Rodrigo Gallardo — Kalimera (2019)
- Rimos — Come back (2019)
- Kankin — Cala gracio (2019)
- Cayo Largo — Desert (2019)
- Ersin Ersavas — Night (2019)
- Manuel Defil & NayTens KreF — Piano love (2019)
- Stephane Salerno — La Bas (2019)
- Sound Shapes — Ancient tribes (2019)
- Nick Alexiou & Thanos Kalentinis — Spiritual love (2019)
- Nato — Alcaza (2019)
- Andre Rizo, Manuel Defil & Oscar — Andaluz (2019)
- Mandarin Plaza — Mirage (2019)
- Fishmanta & Baha Yetkin — Emperian (2019)
- Alexis & Kalin Georgiev — Habibi (2019)
- Serkan Eles — Tevafuk (2019)
- Monoart — Desert sorrow (2019)
- Arona — Polar (2019)
- Nikos Kaponis — Gypsy day (2019)
- Martin Hiska — Road to oase (2019)
- Scorpodra — Ayour (2019)
- Sezer Ulker — Phaselis (2019)
- Bonica Mellucci — Circles (2019)
- Desynchronized — Dark contrast (2019)
- Alex Deeper — Vamos a bailar (2019)
- Nipkoss — Gates (2019)
- Brainsway & Gabieris — Aeriko (2019)
- Chris Tiebo — Vedana (2019)
- Marcello Baptiste — Nahoda (2019)
- Donz — The Sun (2019)
- Clive Vaz — Let it go (2019)
- Onur Camur — Shaman fire (2019)
- Shaman DJ — Oriental emotions (2019)
- Scorpodra — Ayour (2019)
- Fishmanta — Moon (2019)
- Chris Madem — Zaira (2019)
- Bebo Baldan — Sahara (2019)
- Ethno 3 (2019)
- Billy Esteban & Fishmanta — Lunar (2019)
- Spirit Therapy — Endless story (2019)
- Nickarth — I only care if you too (2019)
- Laurence Adamson — El mejor del sol es la sombra (2019)
- Buddha deep club (2019)
- Think City — Pani (2019)
- Wassim Younes — Lost wonders (2019)
- DaDa Sound Project — Beirut sunset (2019)
- DJ Professor — Journey (2019)
- Nora Projekt — Fly with me (2019)
- T-Puse — Changes (2019)
- Moirae (2019)
- Oriental trip vol. 3 (2019)
- Jugurtha — Ipermaho (2019)
- Martin Hiska — Arise (2019)
- Guy Maayan & Alon Ya'acobi — Safe Nature (2019)
- Most beautiful songs (2019)
- Cafe De Anatolia dune 2 (2019)
- Billy Esteban & Cafe De Anatolia — Mediterranean sunset (2019)[22]
- Most beautiful songs 2 (2019)
- Billy Esteban — Cafe De Anatolia - Heraclea (2019)
- Mister Red — Belisama (2019)
- DJ Professor — Better days (2019)
- Dark Engine — Revolution of darkness (2019)
- Tolga Makday — Meftun (2020)
- Rialians on Earth & Cafe De Anatolia — 1996 (2020)[23]
- Zeus (2020)
- Anis Karek — Il mattino (2020)
- Caravan 3 (2020)
- Best of Cafe De Anatolia 3 (2020)
- Nickarth — Room 314 (2020)
- Depart, Omeria & Batu Boris — Destination unknown (2020)
- DJ KhaiKhan — Annem (2020)
- T-Puse — Changes (2020)
- Oriental fashion 2 (2020)
- Cafe De Anatolia, Billy Esteban & Rialians on Earth — Around the world (2020)[24]
- Oriental fashion pt. 1 (2020)
- Dreamers Inc. — Aladdin's wish (2020)
- Dzika — Ethnology (2020)
- DJ Phellix — Close to me (2020)
- Nixar — Katerino mome (2020)
- Prophet collection vol. 7 (2020)
- Rialians on Earth — Inferno (2020)
- DJ Phellix — Sarmast (2020)
- IV-IN — Riviera (2020)
- Eclectic ethno (2020)
- Omeria — Seymour (2020)
- Syncosis — The beginning (2020)[25]

## Spoljašnje veze
- Zvanični veb-sajt
- Cafe De Anatolia na sajtu Jutjub
- Cafe De Anatolia na sajtu
- Cafe De Anatolia na sajtu
- Cafe De Anatolia na sajtu Deezer
- Cafe De Anatolia na sajtu Spotify
- Cafe De Anatolia na sajtu Beatport